# Alaix Ordà

Bandera dels rebels d'Alaix Ordà durant la revolta de 1916

Alaix Ordà fou un partit polític kazakh fundat a Orenburg el 1905 Alikhan Bukeikhanov (1867-1937) i Akhmet Baytursynov, de caràcter nacionalista d'orientació liberal.
El 1916 van dirigir una revolta al Kazakhstan, dirigida per B. Akeshekeyev, A. Imanov, T. Bokin i A. Zhanbosynov. Uns 3.000 pagesos russos foren massacrats a Semiretxie, i fins i tot Amangeldij Imanov i Alibij Jangildin hi resistiren fins a febrer del 1917 a Turgaj, quan es rendiren al governador Kuropatkin. Com a represàlia, els russos mataren 200.000 kazakhs, i uns 300.000 més fugiren cap a la Xina i s'establiren a Ili, on encara hi viuen els seus descendents.
El 1917 fou legalitzat, i es diferencià de la resta dels partits del Turquestan per la seva orientació nacionalista i laica. Durant el 1917-1918 dominaren les institucions del seu territori, però el 3 de març de 1918 hagueren de cedir Almati als bolxevics. Van demanar la creació d'un estat rus federat, amb repartiment de terres, cooficialitat lingüística del kazakh i participació en el govern. Del 1918 al març del 1919 s'aliaren amb els cosacs de l'Ural, Orenburg i Semirietxe per formar un govern nacional, però davant l'hostilitat dels russos blancs, el grup de Turgaj, liderat per Akhmet Baytursynov, de s'aliaren un altre cop amb els bolxevics, que formaren ittifaqs (comitès de treballadors musulmans). Així foren amnistiats pels bolxevics el 1919.
Fins al 1923 van dominar els càrrecs de la creada República Socialista Soviètica Autònoma Kirguís. El 1928 foren expulsats del partit, no comptaren amb ells quan crearen la República Socialista Soviètica del Kazakhstan el 1936, i poc després els seus dirigents foren assassinats per ordre de Stalin.
El 1990 es va fundar el partit Alaix, però de caràcter nacionalista, integrista islàmic, panturànic i panturquestanès.